# Ouder-Amstel
Ouder-Amstel (anhörenⓘ) ist eine Gemeinde in der niederländischen Provinz Nordholland. Sie hat 14.526 Einwohner (Stand 1. Januar 2025). Sie besteht aus den Dörfern Ouderkerk aan de Amstel (52° 18′ N, 4° 54′ O) und Duivendrecht (52° 20′ N, 4° 56′ O) und der Bauerschaft Waver.

## Lage und Wirtschaft
Die Gemeinde liegt unmittelbar südöstlich von Amsterdam. Die beiden Dörfer sind dabei, sich von Bauerndörfern in Vororte der niederländischen Hauptstadt zu verwandeln.
Die Mehrheit der Einwohner sind Pendler, die täglich nach Amsterdam zur Arbeit fahren. Der einzige in der Gemeinde noch existierende Wirtschaftszweig ist die Viehwirtschaft.
Duivendrecht hat einen 1993 eröffneten Bahnhof an den Bahnstrecken Amsterdam–Arnhem und Weesp–Leiden. Er ist als Turmbahnhof konstruiert und auch Haltepunkt der Metro Amsterdam.

## Sehenswürdigkeiten
In beiden Dörfern stehen einige Häuser und Kirchen aus dem 17. Jahrhundert. Südöstlich des Ortes Ouderkerk aan de Amstel liegt das Naherholungsgebiet Ouderkerkerplas.

## Politik

### Sitzverteilung im Gemeinderat
In Ouder-Amstel formiert sich der Gemeinderat folgendermaßen:
| Partei              | Sitze | Sitze | Sitze | Sitze | Sitze | Sitze | Sitze | Sitze | Sitze | Sitze | Sitze |
| Partei              | 1982  | 1986  | 1990  | 1994  | 1998  | 2002  | 2006  | 2010  | 2014  | 2018  | 2022  |
| ------------------- | ----- | ----- | ----- | ----- | ----- | ----- | ----- | ----- | ----- | ----- | ----- |
| Ouder-Amstel Anders | –     | –     | –     | –     | –     | –     | –     | 1     | 2     | 3     | 3     |
| VVD                 | 5     | 4     | 3     | 4     | 5     | 4     | 4     | 3     | 2     | 3     | 3     |
| Natuurlijk Belang a | –     | –     | –     | –     | –     | –     | –     | 1     | 1     | 2     | 3     |
| D66                 | 1     | 2     | 5     | 4     | 2     | 3     | 2     | 3     | 3     | 2     | 2     |
| GroenLinks          | –     | –     | –     | –     | –     | –     | –     | 2     | 2     | 2     | 2     |
| PvdA                | 3     | 4     | 2     | 3     | 4     | 4     | 5     | 2     | 2     | 1     | 2     |
| CDA                 | 5     | 5     | 5     | 4     | 4     | 4     | 4     | 3     | 3     | 2     | –     |
| Centrum Democraten  | –     | 0     | –     | –     | –     | –     | –     | –     | –     | –     | –     |
| PSP                 | 1     | –     | –     | –     | –     | –     | –     | –     | –     | –     | –     |
| CPN                 | 1     | –     | –     | –     | –     | –     | –     | –     | –     | –     | –     |
| PPR                 | 1     | –     | –     | –     | –     | –     | –     | –     | –     | –     | –     |
| Gesamt              | 15    | 15    | 15    | 15    | 15    | 15    | 15    | 15    | 15    | 15    | 15    |

Anmerkungen

### Bürgermeister
Seit dem 19. Dezember 2024 ist Susanne de Roy van Zuidewijn-Rive (CDA) amtierende Bürgermeisterin der Gemeinde. Zu ihrem Kollegium zählen die Beigeordneten Marian van der Weele (D66), Rineke Korrel (CDA), Jacqueline de Maa (GroenLinks) sowie der Gemeindesekretär Luuk Heijlman.

## Söhne und Töchter der Gemeinde
- Willem Jacobus Kardinal Eijk (* 1953), römisch-katholischer Erzbischof von Utrecht
- Jens Mouris (* 1980), Radrennfahrer